# Copestylum louisae
Copestylum louisae är en tvåvingeart som beskrevs av Albany Hancock och Rotheray 2007. Copestylum louisae ingår i släktet Copestylum och familjen blomflugor. Inga underarter finns listade i Catalogue of Life.